# Zodarion bactrianum
Zodarion bactrianum är en spindelart som beskrevs av Kroneberg 1875. Zodarion bactrianum ingår i släktet Zodarion och familjen Zodariidae. Inga underarter finns listade i Catalogue of Life.